# Vinzenz Pfnür
Vinzenz Pfnür (* 16. Juni 1937 in Berchtesgaden; † 1. August 2012 in Münster-Amelsbüren) war ein deutscher römisch-katholischer Theologe und  Professor für Kirchengeschichte an der Universität Münster.

## Werdegang und Beruf
Pfnür begann sein Studium der katholischen Theologie 1956 an der Philosophisch-Theologischen Hochschule Freising und ging 1959, im gleichen Jahr wie Joseph Ratzinger, an die Rheinischen Friedrich-Wilhelms-Universität Bonn, wo er sein Studium abschloss. Im Jahr 1963 folgte er Ratzinger als Wissenschaftliche Hilfskraft an die Westfälische Wilhelms-Universität Münster. Mit der von Ratzinger und Erwin Iserloh betreuten Arbeit Einig in der Rechtfertigungslehre? wurde er dort 1970 zum Dr. theol. promoviert.
In Münster wurde er 1974 Akademischer Rat, 1976 Oberrat. Im Jahr 1982 erhielt er die Professur für Kirchengeschichte und ihre Didaktik am Seminar für Mittlere und Neuere Kirchengeschichte der Katholisch-Theologischen Fakultät der Universität Münster, die er bis zum Eintritt in den Ruhestand im August 2002 innehatte. Er hatte Lehraufträge in Paderborn, Bielefeld, Wuppertal sowie eine Lehrstuhlvertretung in Bochum inne. Von 1971 bis 1995 war Pfnür Herausgeber der Theologischen Revue.
Pfnür war Mitglied des Schülerkreises Joseph Ratzinger/Papst Benedikt XVI., wo er als „Urschüler“ galt und Mitinitiator der Joseph Ratzinger Papst Benedikt XVI.-Stiftung. Seine theologische Bibliothek ist im Wohnhaus Papst Benedikt XVI. untergebracht.

## Interkonfessionelle Forschung und Eintreten für die Ökumene
Bereits für seine Dissertation beschäftigte sich Pfnür mit einer interkonfessionellen Fragestellung. Wissenschaftlich sah sich Pfnür außer Ratzinger und Iserloh dem evangelischen Kirchenhistoriker Ernst Bizer verpflichtet. Schwerpunkt von Pfnürs wissenschaftlicher Arbeit war die Reformation in der Folge Martin Luthers.
Pfnür setzte sich als Mitglied der Ökumene-Kommission Münster für den Dialog zwischen der Evangelisch-Lutherischen Kirche in Oldenburg und dem Bistum Münster ein. Für die Deutsche Bischofskonferenz wirkte er als Berater in Ökumenefragen. Staatenübergreifend engagierte er sich als Mitglied der „Internationalen Gemeinsamen römisch-katholischen/evangelisch-lutherischen Kommission für die Verständigung zwischen den christlichen Kirchen“.

## Schriften (Auswahl)
- Einig in der Rechtfertigungslehre? Die Rechtfertigungslehre der Confessio Augustana (1530) und die Stellungnahme der katholischen Kontroverstheologie zwischen 1530 und 1535. Steiner, Wiesbaden 1970 (Dissertation).
- Joseph Ratzinger (Autor), Benedikt XVI. (Autor), Stephan O. Horn (Autor), Vinzenz Pfnür (Autor): Weggemeinschaft des Glaubens. 2. Auflage. Sankt Ulrich Verlag, Augsburg 2002, ISBN 3-929246-80-5.
- Joseph Ratzinger (Autor), Stefan Otto Horn (Herausgeber), Vinzenz Pfnür (Herausgeber): Gott ist uns nah: Eucharistie: Mitte des Lebens. 4. Auflage. Sankt Ulrich Verlag, 2006, ISBN 3-936484-62-7.
- Das Werk: Joseph Ratzinger, Papst Benedikt XVI. Bibliographisches Hilfsmittel zur Erschließung des literarisch-theologischen Werkes von Joseph Ratzinger bis zur Papstwahl. St. Ulrich, Augsburg 2009, ISBN 978-3-86744-002-8 (Redaktion). Werk im Web, PDF-Dokument.